# Stille Wasser und Stürmische Wogen

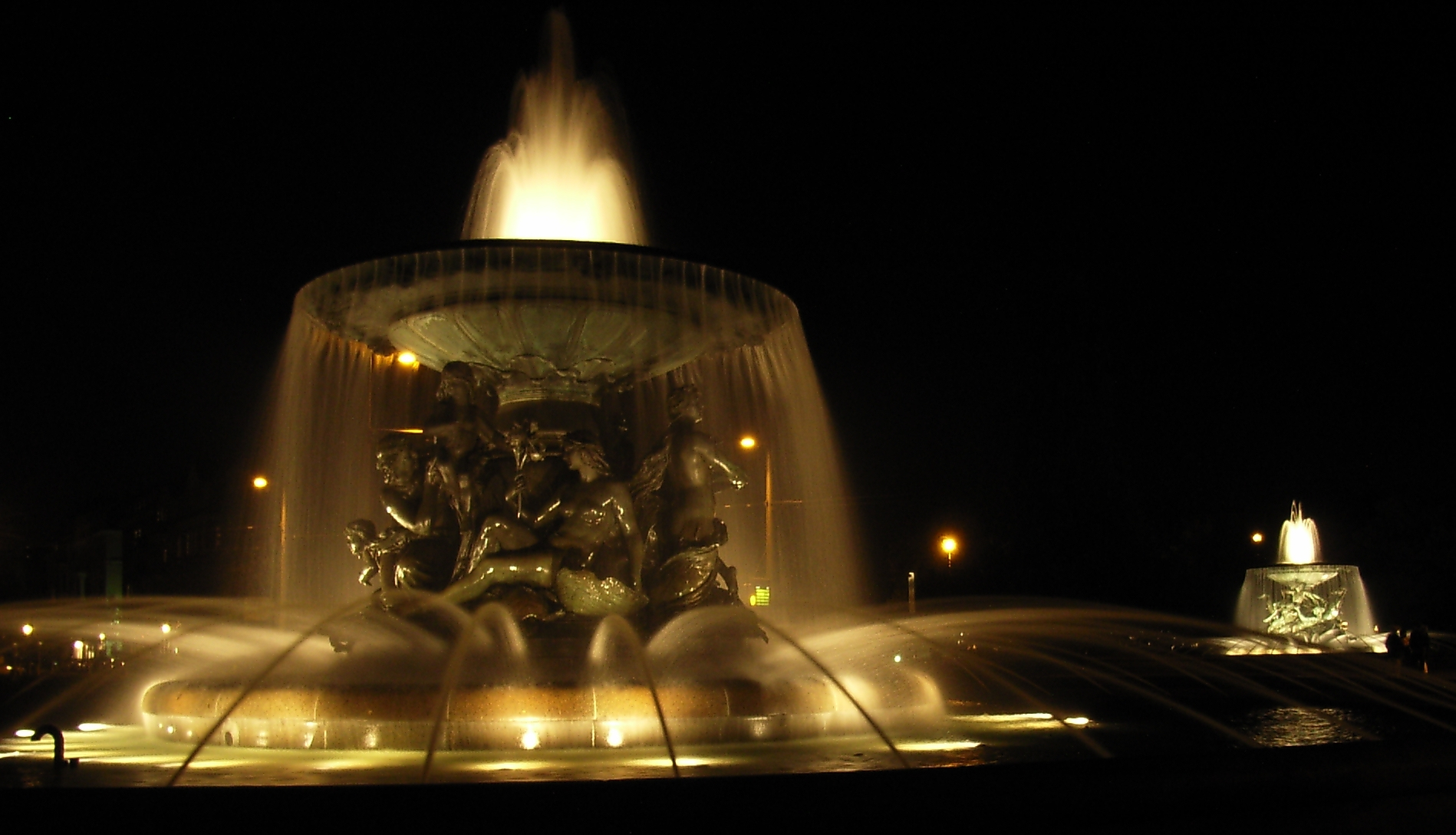
Die Brunnen Stille Wasser (vorn) und Stürmische Wogen (hinten) bei Nacht

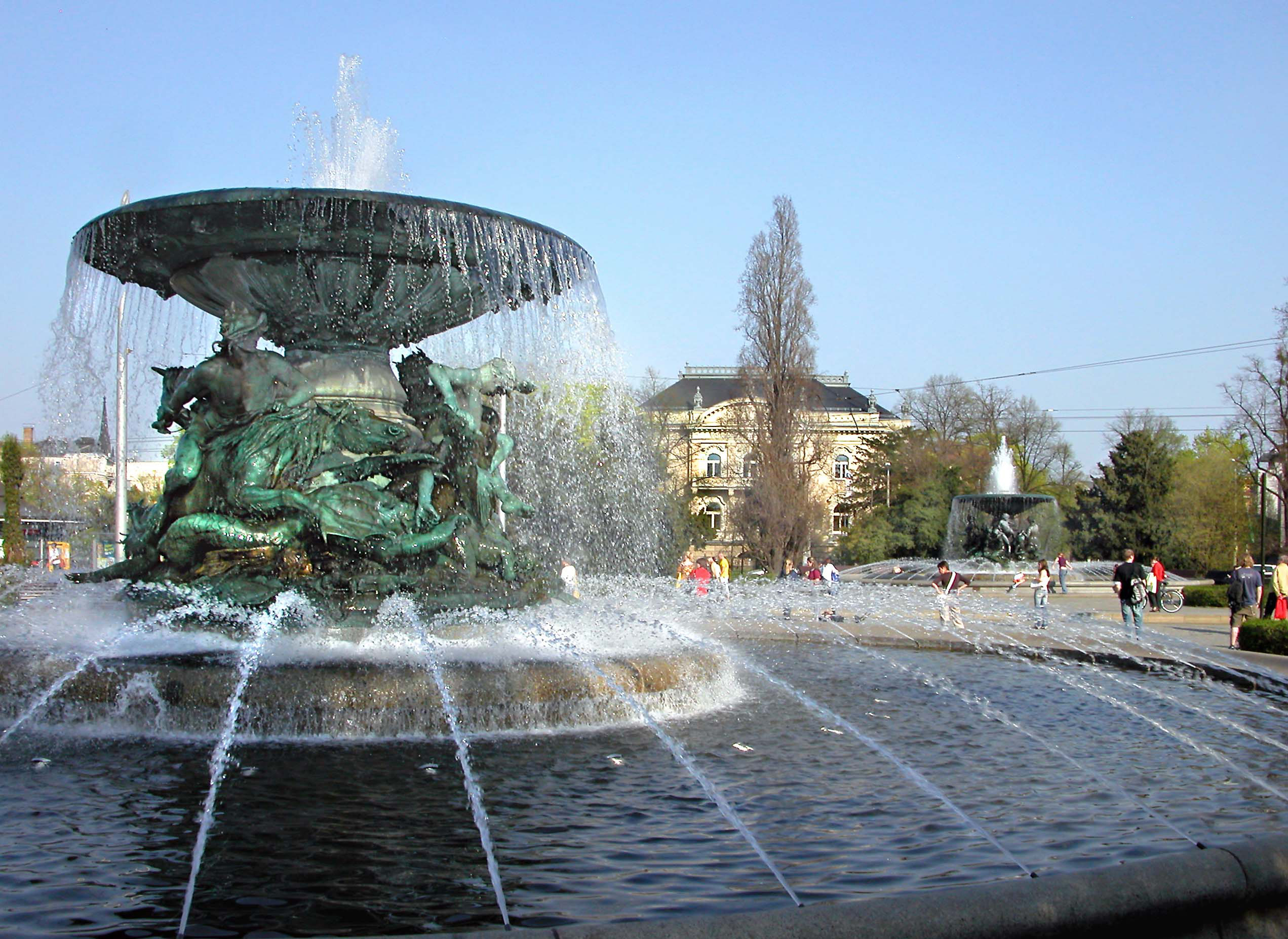
Umgekehrte Ansicht bei Tag: Stürmische Wogen (vorn) und Stille Wasser (hinten)

Stille Wasser und Stürmische Wogen ist eine Zwillingsbrunnenanlage auf dem Albertplatz in Dresden. Sie wurde von 1883 bis 1894 von Robert Diez geschaffen und steht unter Denkmalschutz.

## Geschichte

### Vom Wettbewerb bis zur Fertigstellung

Ansicht der Brunnen um 1910

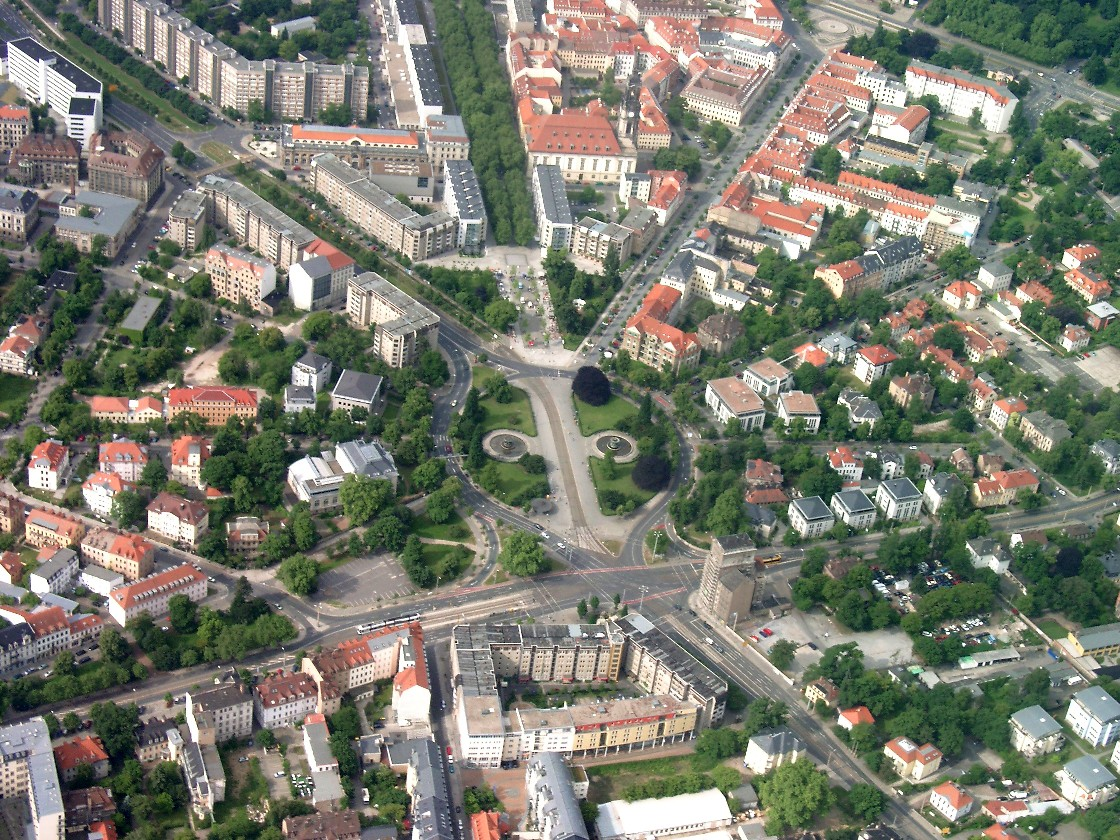
Die Zwillingsbrunnenanlage auf dem Albertplatz aus der Luft gesehen

Auf dem Albertplatz standen um 1875 bereits zwei einfache, runde Brunnenbecken mit einfachen Springbrunnen, die an regenfreien Tagen für wenige Stunden liefen. Der Rat der Stadt schrieb 1879 einen Wettbewerb aus, in dem Entwürfe für plastischen Schmuck für beide Brunnenbecken eingereicht werden sollten. Aus 20 Einsendungen wählte der Rat der Stadt drei Entwürfe aus, die gleichwertig prämiert wurden: Der erste Entwurf stammte von Werner Stein und der zweite von Heinrich Bäumer und Architekt Ernst Hermann. Neben den Architekten Ernst Giese und Paul Weidner wurde Robert Diez der dritte Preisträger.
Diez überarbeitete seine Entwürfe und schuf bis 1883 Modelle der beiden Brunnenplastiken, die in seinem Atelier auf der Zirkusstraße 24 besichtigt werden konnten. Nachdem die Stadtverordneten die Modelle in Augenschein genommen hatte, gaben sie im Oktober 1883 ihre Zustimmung zur Ausführung der Entwürfe. Diez erhielt schließlich Weihnachten 1883 vom Dresdner Stadtrat den Auftrag, beide monumentalen Plastiken herzustellen. Diez erhielt dafür aus der Dr.-Güntz-Stiftung ein Honorar von 60.000 bis 80.000 Mark; die Kosten für die Brunnen wurde mit 225.000 Mark angesetzt.
Die Fertigstellung beider Brunnen verzögerte sich. Grund dafür war unter anderem Diez’ Ernennung zum Professor an der Kunstakademie Dresden und damit einhergehende Verpflichtungen. Im Jahr 1888 waren erste Teile des Brunnenmodells Stille Wasser fertiggestellt, wie vertraglich festgelegt stellte Diez das erste Brunnenmodell bis April 1892 fertig. Der erste Brunnen wurde von der Kunst- und Glockengießerei C. Albert Bierling im Mai 1892 in Bronze gegossen. Das zweite Brunnenmodell war im Jahr 1893 fertiggestellt und wurde im März 1894 gegossen. Ebenfalls 1894 entstanden die Brunnenbecken in Granit, so hatte man sich gegen eine Weiternutzung der alten Becken entschieden, die stattdessen auf dem Straßburger Platz aufgestellt werden sollten. Den Schmuck der Wasserschalen über den Diez’schen Figurengruppen schuf Clemens Grundig.
Beide Brunnen kosteten nach ihrer Fertigstellung 1894 schließlich rund 326.000 Mark und damit deutlich mehr als die zur Verfügung gestellten Geldmittel. „Indem der Stadtrat von Dresden als Verwalter der Dr. Güntz-Stiftung der Ausgabe dieser über viermal grösseren Summe ohne Vorbehalt zustimmte, gab er eines der seltensten und bemerkenswerthesten Beispiele künstlerischen Hochsinns“, so die zeitgenössische Deutsche Bauzeitung. Neben einer Übernahme der Mehrkosten von rund 100.000 Mark finanzierte die Stiftung auch das durch Oberbürgermeister Paul Alfred Stübel festgelegte höhere Honorar für Diez, der statt 60.000 bis 80.000 Mark nun 132.000 Mark erhielt.
Am 1. September 1894 wurden beide Brunnen auf dem Dresdner Albertplatz in Anwesenheit von Oberbürgermeister Stübel und verschiedener Stadträte erstmals in Betrieb gesetzt und formlos eingeweiht. Auf eine Einweihungsfeier wurde dabei verzichtet, unter anderem weil sich Diez zu dem Zeitpunkt in Tirol aufhielt.

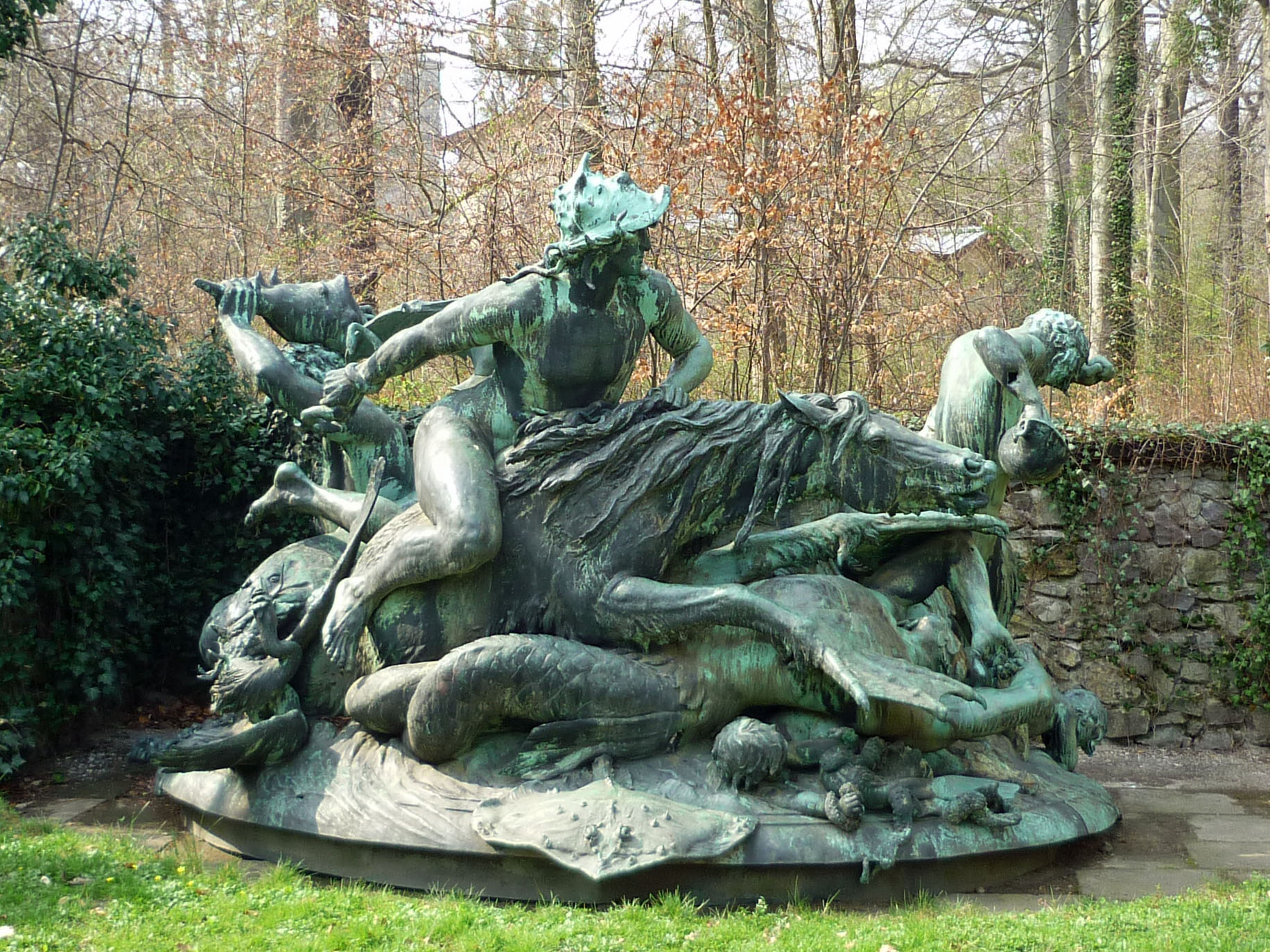
Zweitteilguss der Stürmischen Wogen im Park von Schloss Eckberg

Für die Weltausstellung Paris 1900 wurde ein Teilstück des Brunnens Stürmische Wogen im Jahr 1899 nachgegossen. Es erhielt auf der Weltausstellung eine Goldmedaille. Nach der Ausstellung wurde der Zweitabguss auf einem Privatgrundstück unweit des Hygienemuseums gelagert, wo er während der Bombardierung Dresdens im Februar 1945 nur gering beschädigt wurde. Eine 1951 verfügte Einschmelzung konnte durch Landeskonservator Hans Nadler verhindert werden, der die Gruppe als Kulturgut kennzeichnete. Der Zweitabguss wurde im Juli 1952 auf dem Sockel des Mozart-Denkmals auf der Bürgerwiese aufgestellt und kam 1989 im Zuge der Rekonstruktion des Mozart-Brunnens in den Park von Schloss Eckberg.

### Entwicklung nach 1945

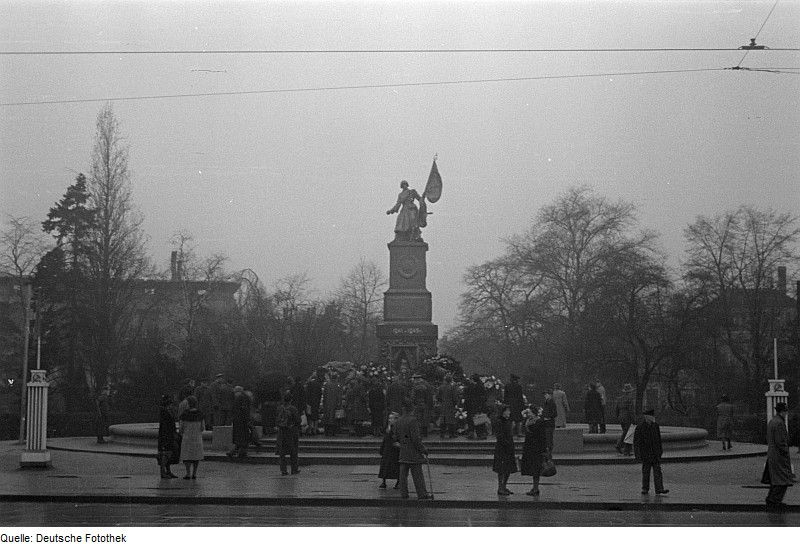
Ehrenmal von Otto Rost an der Stelle der Stürmischen Wogen 1947

Bei der Bombardierung Dresdens wurde der Brunnen Stille Wasser nicht beschädigt; Stürmische Wogen war „in wesentlichen Teilen erhalten“. Dennoch ließ man die Brunnenplastik Stürmische Wogen abbauen und ihre Einzelteile an verschiedenen Orten der Stadt einlagern. Im Zuge dessen kam es zu größeren Schäden an den einzelnen Teilen. An der Stelle der Stürmischen Wogen wurde am 25. November 1945 (Totensonntag) in der Brunnenschale ein von Otto Rost geschaffenes sowjetisches Ehrenmal eingeweiht.
Viele Jahre waren Künstler und Denkmalpfleger bestrebt, den Brunnen Stürmische Wogen wieder aufzustellen. Pläne sahen dabei unter anderem einen Aufbau im Garten des Japanischen Palais vor, wurden jedoch nicht umgesetzt. Im Jahr 1985 erteilte der Rat der Stadt der Kunstschmiedewerkstatt Karl und Peter Bergmann den Auftrag, einen Teil der vorhandenen Brunnenelemente provisorisch zusammenzusetzen. Dies geschah ab 1986. Da Bergmann jedoch keinen Restaurierungsauftrag erhalten hatte, blieb der unvollständig zusammengebaute Brunnen – die Teile der oberen Brunnenschale erhielt Bergmann erst 1993 – mehrere Jahre lang in Bergmanns Werkstatt in Mickten. Verlorene Stücke wurden schließlich von 1988 bis 1989 von Bildhauer Wilhelm Landgraf nachmodelliert, jedoch ebenfalls eingelagert.

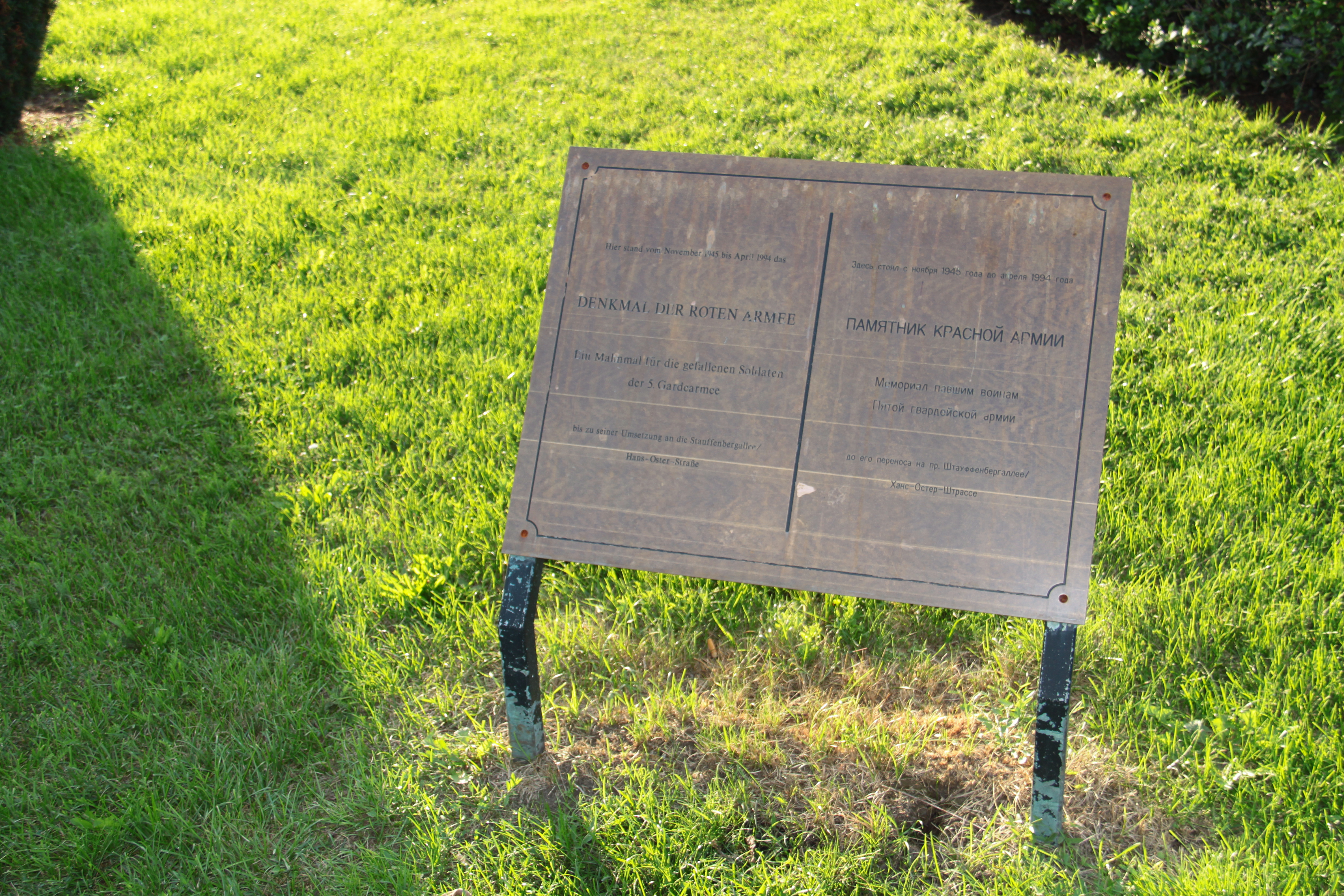
Gedenktafel am ehemaligen Standpunkt des sowjetischen Ehrenmals

Erst nach der Wende wurde eine Wiederaufstellung des Brunnens Stürmische Wogen beschlossen. Bereits 1990 hatte eine Brauerei die Gelder für eine Restaurierung des Brunnens in Höhe von rund 550.000 DM gespendet. Die Restaurierungsarbeiten am Brunnen begannen schließlich im Mai 1993, wobei zunächst weitere Gussmodelle von fehlenden Teilen des Brunnens hergestellt werden mussten. Als Vorlage diente dabei der Zweitabguss aus dem Jahr 1899 im Park von Schloss Eckberg.
Eine Versetzung des sowjetischen Ehrenmals erwies sich als kompliziert, da es sich dabei um sowjetisches Eigentum handelte. Erst 1993 wurde aus Moskau einer Versetzung des Denkmals zugestimmt: Am 22. März 1994 wurde das sowjetische Ehrenmal abgetragen und im Mai 1994 unweit des Militärhistorischen Museums in der Dresdner Albertstadt in einer kleinen Parkanlage wieder aufgebaut. An das Denkmal erinnert heute eine Erinnerungstafel unweit des Brunnens. Da das Ehrenmal nur auf die Brunnenbasis aufgesetzt worden war und daher der Sockel für die Plastik erhalten war, konnte bereits im Juli 1994 die Brunnenplastik Stürmische Wogen am Albertplatz montiert werden. Am 31. August 1994 ging der Brunnen schließlich wieder in Betrieb.
Becken und Wasseranlage des Brunnens Stille Wasser waren bereits von 1992 bis 1993 erneuert worden. Die Brunnenplastik wurde 2008 renoviert.
Aufgrund von Einsparmaßnahmen der Stadt Dresden sind die Brunnen im Jahr 2025 nicht in Betrieb.

## Beschreibung

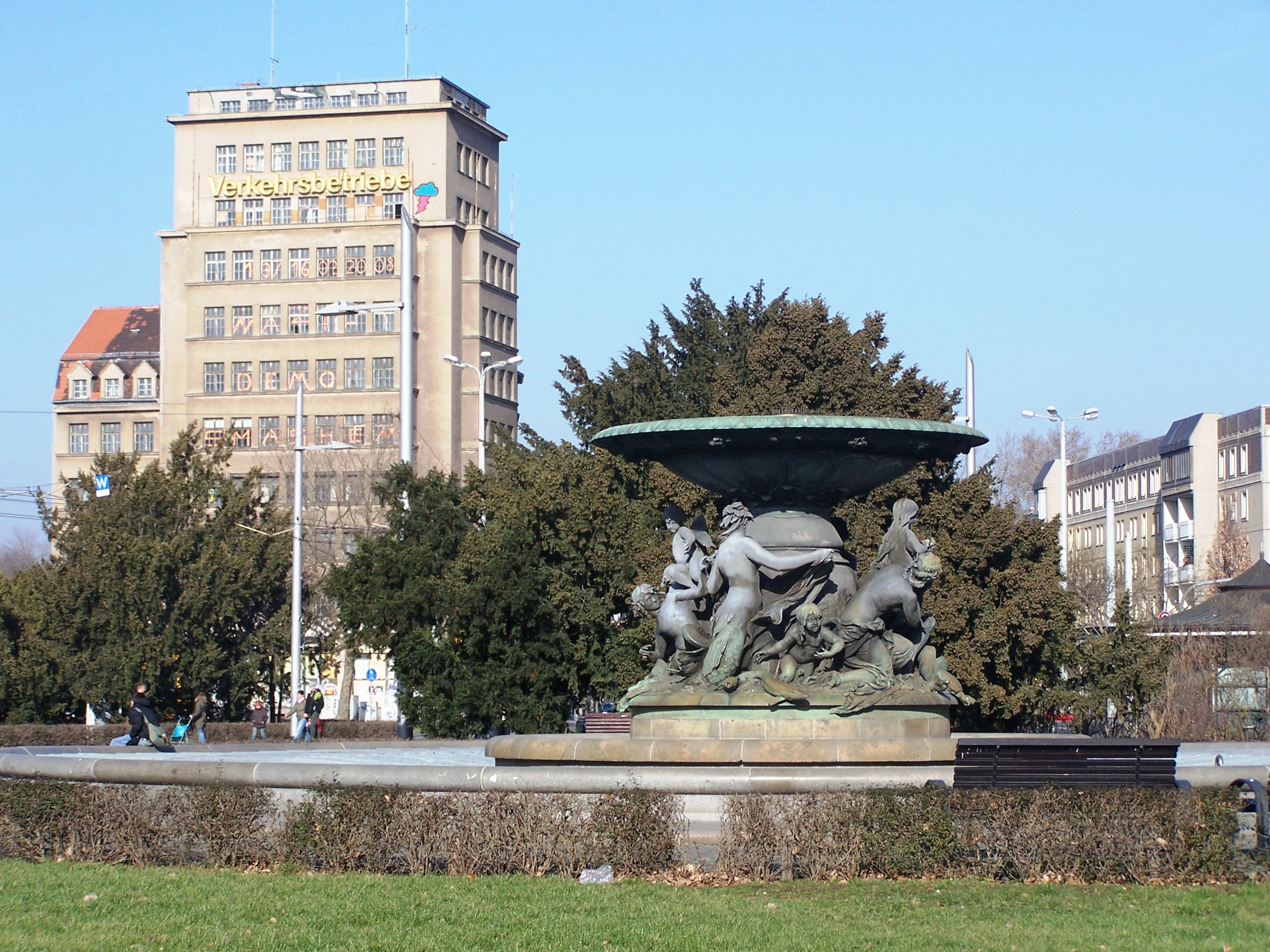
Gesamtansicht

### Der Brunnenaufbau
Stille Wasser befindet sich an der Ostseite des Albertplatzes. Auf der Westseite, also in Richtung Neustädter Bahnhof, liegt Stürmische Wogen. Beide Brunnen sind in ihrem Grundaufbau identisch:
Das runde Granitbecken hat einen Durchmesser von 18 Metern. In ihm befindet sich eine im Durchmesser 7,20 Meter große Steinschale, in der sich wiederum die Brunnenplastik auf erhöhtem Sockel befindet. Über kurzem Schaft erhebt sich mittig in rund fünf Metern Höhe wiederum eine Brunnenschale, die einen Durchmesser von rund fünf Metern hat. Der Schaft ist mit figürlichem, überlebensgroßem Schmuck versehen, den Diez „in edelstem Wahlnaturalismus geschaffen“ hat. Auch die Unterseite der oberen Brunnenschale trägt reichen künstlerischen Schmuck.
Die Brunnen bestehen aus Bronze, die mit grüner Patina überzogen wurden. Das Brunnenbecken wurde aus Granit gefertigt.

### Die Brunnenplastik
Stille Wasser

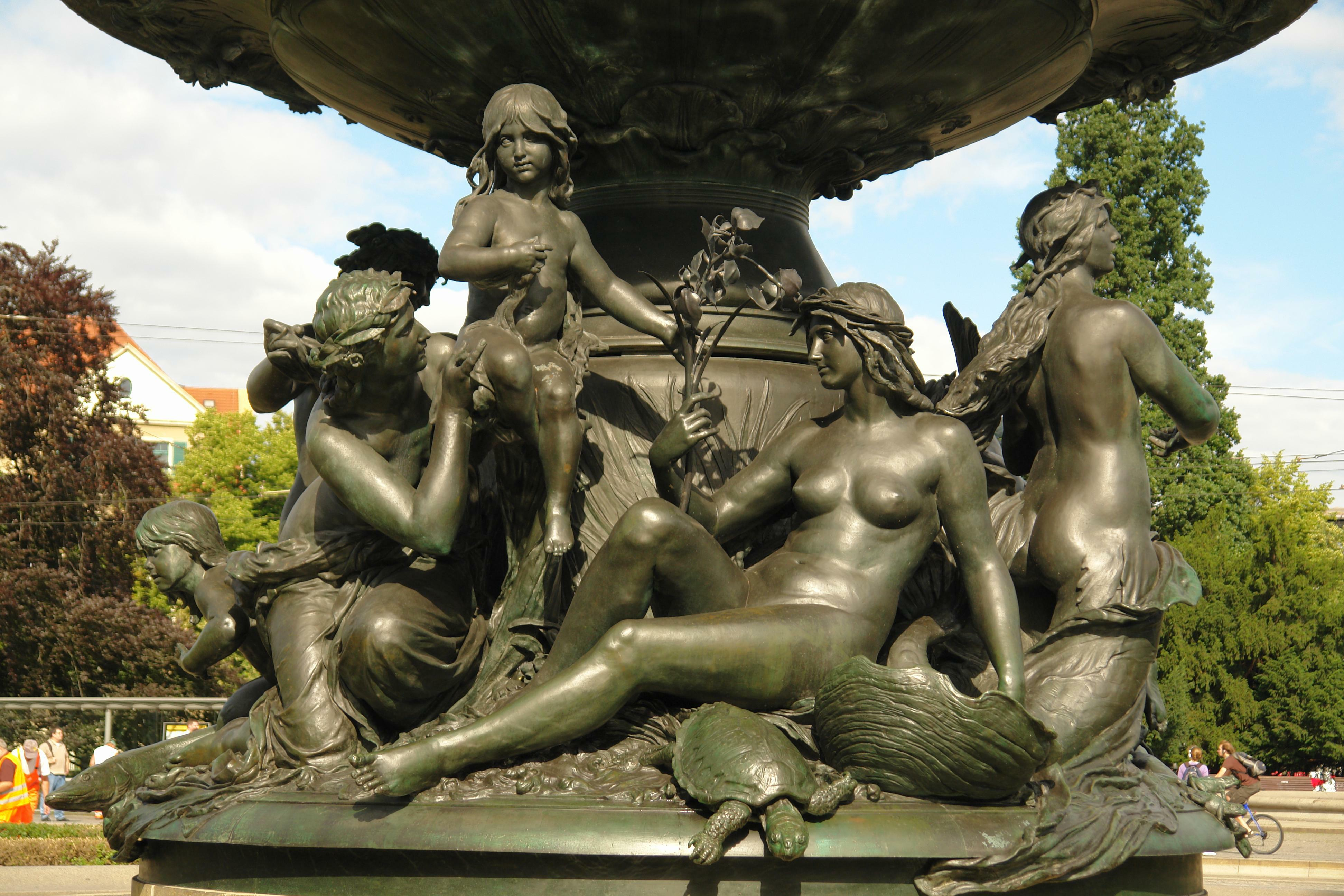
Gruppe Perle und Nymphe am Brunnen Stille Wasser

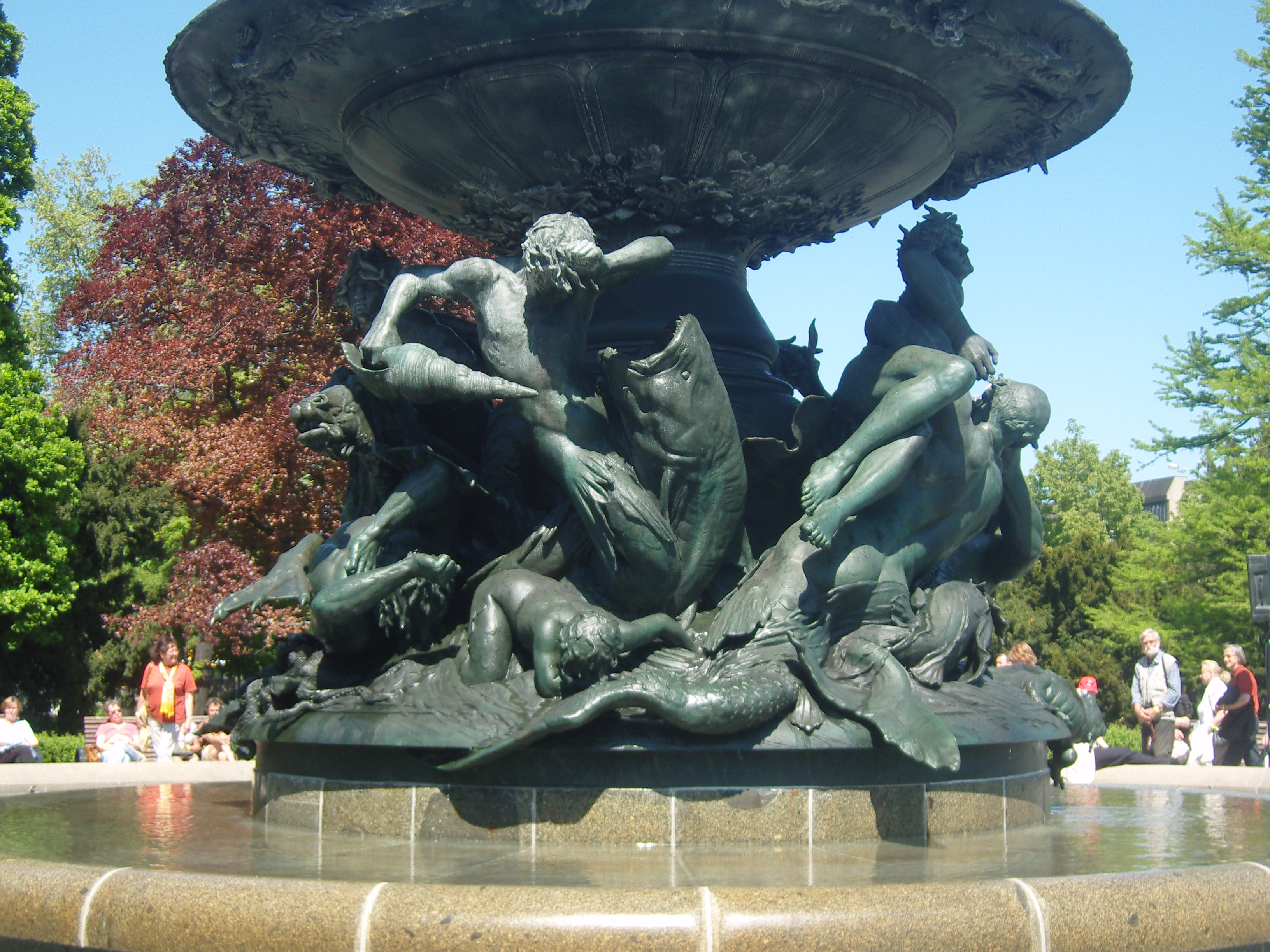
Stechergruppe am Brunnen Stürmische Wogen

Stille Wasser zeigt elf überlebensgroße Figuren. Die Figuren sind in vier Gruppen unterteilt (im Uhrzeigersinn):
- Loreley mit Leier
- Perle und Nymphe – eine Nymphe trägt als Perle des Meeres ein junges Mädchen aus dem Wasser empor, eine Nymphe mit Lilie sitzt dabei
- Meerweib und Nixe (Najadengruppe) – ein Meerweib scherzt mit einem Nixen
- Wasserrose und schlafender Knabe (Gruppe des Schlafes) – eine schlafende Nymphe wird von einem Mädchen (als Libelle) und einem Jungen (als Schmetterling) umgarnt, zu ihren Füßen ein schlafender Knabe

Ergänzt werden die Gruppen, die „ungezwungen miteinander in Beziehung“ stehen, durch Putten sowie (langsame) Wassertiere, wie zum Beispiel Schildkröten, Frösche und kleine Fische.
Stürmische Wogen
Auch der Brunnen Stürmische Wogen besteht aus verschiedenen Figurengruppen (im Uhrzeigersinn):
- Sturmgruppe – Sturm mit Schlangenpeitsche rast auf seinem Ross über das Meer
- Tritonengruppe – Kampf von Tritonen gegen Seeungeheuer (Geheul der Brandung)
- Kampf zweier Fischmenschen um einen Seestern, der als junger Knabe von den Wogen emporgetragen wird
- Stechergruppe – ein Nixe attackiert mit einer spitzen Muschel einen Wels

Ergänzt werden die Gruppen mit kleinen Details, darunter flüchtenden Echsen.

### Das Wasserspiel

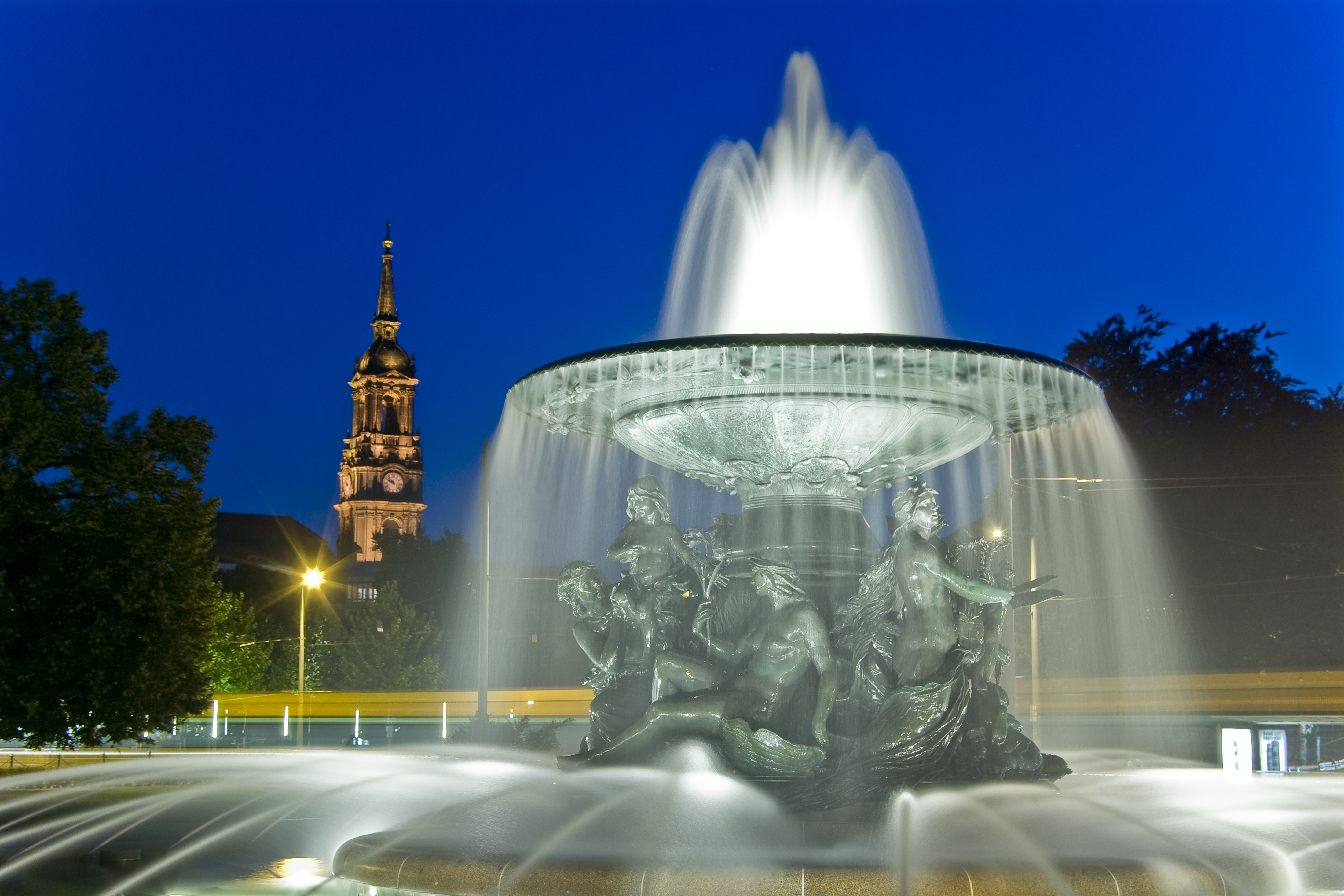
Stille Wasser bei Nacht

Beide Brunnen bieten ein vielfältiges Wasserspiel. Aus der obersten Wasserschale steigt eine Fontäne rund zwei Meter in die Höhe – in den Zeiten der Inbetriebnahme war die Fontäne mit rund sieben Metern deutlich höher – und ergießt sich in die Wasserschale. Von ihr läuft das Wasser in die mittlere Brunnenschale, wobei die Figurengruppen am Schaft in einen Wasserschleier eingehüllt werden bzw. wie hinter einem Wasservorhang liegen. Vom Rand des Hauptbeckens gehen zudem 56 in gleichmäßigem Abstand voneinander liegende Wasserstrahlen in das mittlere Becken. „Die Wirkung war überraschend schön“, so schrieben Zeitungen anlässlich der Brunneneinweihung. Andere Blätter wiesen auf den großen Wasserverbrauch der Brunnen hin, der in der Stunde bis zu 250 Kubikmeter betrage. Nachts werden beide Brunnen beleuchtet.

## Bedeutung
Die zeitgenössische Presse stellte die Zwillingsbrunnen mit den Vier Tageszeiten von Johannes Schilling auf der Brühlschen Terrasse gleich und bezeichnete die Plastiken als „bedeutende Werke der Monumentalplastik“:

„Mit diesen Brunnen ist Dresden um zwei Kunstwerke bereichert worden, welche lautes Zeugnis ablegen für den Abschluss der Periode künstlerischer Stagnation, in der das sächsische Elbflorenz ungeachtet seiner grossen künstlerischen Vergangenheit lange Zeit gefangen lag.“

Für die künstlerische Weiterentwicklung Dresdens waren die Zwillingsbrunnen also von entscheidender Bedeutung. Robert Diez war durch sie wiederum „zum Künstler höchsten Ranges seiner Zeit empor gewachsen“. Sein Schaffen habe „ihre letzte Ausweitung und volle Höhe“ in beiden Brunnen erreicht, die im 19. Jahrhundert ein Gegenstück zum barocken Neptunbrunnen darstellen, so ein Kunstkritiker 1921.